# Bromoforme
Le bromoforme est l'analogue bromé du chloroforme.

## Utilisation
Le bromoforme a longtemps été utilisé comme sédatif et antitussif chez l'enfant. Il a également été utilisé comme retardateur de flamme.
Aujourd'hui il est principalement utilisé comme réactif de laboratoire, par exemple comme solvant d'extraction.

## Toxicité
Le bromoforme provoque essentiellement des atteintes neurologiques. Des atteintes du foie et des reins ont été également été observées à l’autopsie.

### exposition aiguë
Les symptômes d'une intoxication aiguë sont une sédation, une atonie musculaire, une ataxie, une prostration et pour les fortes doses un coma ainsi que dans certains cas une hypothermie et une piloérection.

### exposition chronique
Des effets mutagènes ont été mis en évidence. Ces effets cancérogènes sont confirmés chez l'animal.
L'exposition chronique entraîne principalement l'apparition de signes neurologiques de type hyperréactivité, somnolence, hallucination, excitation, troubles de mémoire, mais aussi des troubles dermatologiques : acné, pustules et des troubles digestifs comme une anorexie ou une constipation. Une atteinte des fonctions hépatiques est également signalée.